# Iswaeon davidi
Iswaeon davidi är en dagsländeart som först beskrevs av Waltz och Mccafferty 2005.  Iswaeon davidi ingår i släktet Iswaeon och familjen ådagsländor. Inga underarter finns listade i Catalogue of Life.